# Barga
Barga es una localidad italiana de la provincia de Lucca, en la región de Toscana. En 2021 contaba con una población de 9569 habitantes.

## Historia
Los hallazgos arqueológicos documentan que el territorio ha estado habitado desde tiempos prehistóricos; en la época histórica, los ligures residían allí, luego subyugados por los romanos en el siglo II a. C. durante su expansión hacia el norte. Barga era la fortaleza de la familia Lombard Rolandinghi en el siglo IX y luego, a través del marqués de Toscana, estaba sujeto al Imperio aunque conservó cierta autonomía.

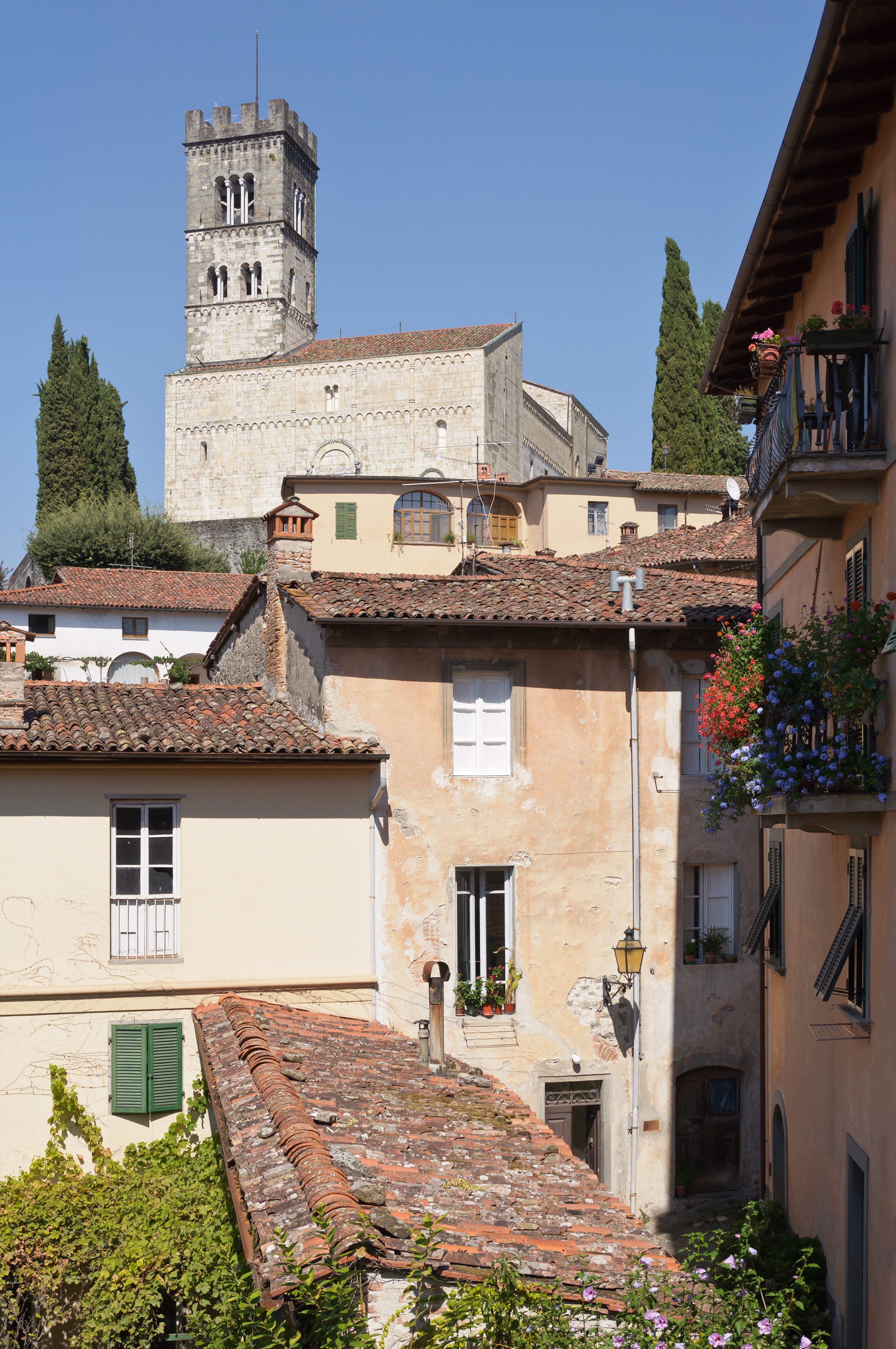
Vista de la localidad

Durante la Edad Media, el territorio de Barga sufrió continuos asedios ya sea por parte de Lucca como por los pisanos, hasta que en 1341 Barga prefirió someterse a Florencia hecho que provocó el período de mayor esplendor, los Medici tenía un gran interés en esta zona por la abundancia de importantes materiales primas, lo que sumado a los privilegios concedidos y exenciones fiscales permitieron el crecimiento de negocios y del comercio. Este desarrollo permitió durante los siglos XV, XVI y XVII, la construcción de palacios renacentistas, incluyendo Palacio Pancrazi, actual sede del ayuntamiento, el Palacio Balduini y el Palacio Bertacchi, que albergó en diferentes oportunidades a los grandes duques de Toscana.
En la organización administrativa del Gran Ducado de Toscana, Barga era parte del Distrito Florentino y luego pasó, después de la restauración, a la provincia de Pisa. En 1849, después de la anexión del Ducado de Lucca a la Toscana, se creó el Compartimento de Lucca. Esta estructura territorial fue formada por los territorios del antiguo Ducado de Lucca no cedidos al Ducado de Modena y Reggio (Montignoso, Gallicano, Castiglione di Garfagnana y Minucciano), de Barga, la capitanía de Pietrasanta y la Valdinievole.
Con la unificación de Italia el compartimiento de Lucca se transformó en la provincia de Lucca y Barga permaneció como la ciudad más al norte, en la frontera con la provincia de Massa y Carrara (que, en el momento, incluido todo el Garfagnana). Con la anexión al recién establecido reino, comenzó un lento declive económico que llevó a una parte considerable de la población a emigrar al Reino Unido y los Estados Unidos. Durante la Segunda Guerra Mundial, Barga se fue parte de la llamada Línea Gótica por lo que sufríos los ataques propios de la guerra.
En los últimos años, el territorio se ha industrializado aguas abajo favoreciendo una economía mixta, mientras que los asentamientos más altos han disminuido, por no ofrecer posibilidades reales de desarrollo. Recientemente, por la ubicación de Barga en el centro de un área de interés naturalista y geológico se ha convertido en un sitio de interés turístico.

## Demografía
| Gráfica de evolución demográfica de Barga entre 1861 y 2017 |
|                                                             |
| Fuente ISTAT - Elaboración gráfica por parte de Wikipedia   |